# 이발소 이씨
"이발소 이씨"(Uncle 'Bar' At Barbershop, 이발소 異氏)는 한국에서 제작된 권종관 감독의 2000년 드라마 영화이다. 이윤미 등이 주연으로 출연하였다.

## 출연

### 주연
- 이윤미
- 최성웅
- 김건호
- 반진수
- 이성애
- 이호협

## 기타
- 프로듀서: 김송현
- 조명: 김성관
- 스틸: 김대웅
- 동시녹음: 이태규
- 동시녹음: 윤혜진
- 미술: 서명혜
- 세트: 오상만